# 祖名股份
祖名豆制品股份有限公司（深交所：003030，简称：祖名股份），是一家总部位于中华人民共和国浙江省杭州市的企业，主要经营豆制品的研发、生产和销售，主打产品有生鲜豆制品（豆腐、千张）、豆奶、豆干等。